# Nati nel 1994/Gennaio
| Questa pagina contiene informazioni ricavate automaticamente dalle voci biografiche con l'ausilio del template Bio e di un bot. L'aggiornamento è periodico e automatico e ricostruisce completamente la pagina. Se manca una persona in questa lista, sei pregato di non aggiungerla, ma accertati piuttosto che la sua voce biografica contenga il template Bio e che i dati anagrafici siano correttamente compilati. Se il template Bio manca, inseriscilo tu stesso o, in alternativa, metti l'avviso {{tmp\|Bio}} che ne segnala la mancanza. Se i dati riportati sono sbagliati, correggi direttamente la voce biografica; le modifiche saranno visibili in questa lista entro pochi giorni. Per chiarimenti vedi il progetto biografie. La lista contiene solo le 560 persone che sono citate nell'enciclopedia e per le quali è stato implementato correttamente il template Bio. Pagina aggiornata al 18 ago 2025. |

- 1º gennaio - Beatrice Agrifoglio, pallavolista italiana
- 1º gennaio - Samsom Amare, mezzofondista e maratoneta eritreo
- 1º gennaio - Saif Terry, calciatore sudanese
- 1º gennaio - Patrycja Balcerzak, calciatrice e allenatrice di calcio polacca
- 1º gennaio - Benjamin Cavet, sciatore freestyle britannico
- 1º gennaio - Jay Chapman, calciatore canadese
- 1º gennaio - Idé Colubali, calciatore guineense
- 1º gennaio - Sunday Dech, cestista sudsudanese
- 1º gennaio - Hamdy Fathy, calciatore egiziano
- 1º gennaio - Sarah Gillis, ingegnere statunitense
- 1º gennaio - Sheyla Gutiérrez, ciclista su strada spagnola
- 1º gennaio - Abdoul Aziz Kaboré, calciatore burkinabé
- 1º gennaio - Filip Kaša, calciatore ceco
- 1º gennaio - Aristide Landi, cestista italiano
- 1º gennaio - Borja Lasso, ex calciatore spagnolo
- 1º gennaio - Lu Ning, giocatore di snooker cinese
- 1º gennaio - Mohamed Al Rashed, calciatore sudanese
- 1º gennaio - Giōrgos Masouras, calciatore greco
- 1º gennaio - Ivan Naccari, kickboxer italiano
- 1º gennaio - Mamadou Niang, cestista senegalese
- 1º gennaio - Romina Núñez, calciatrice argentina
- 1º gennaio - Abrar Osman, mezzofondista eritreo
- 1º gennaio - Mohammed Osman, calciatore olandese
- 1º gennaio - Lautaro Parisi, calciatore argentino
- 1º gennaio - Jack Rovello, attore statunitense
- 1º gennaio - Luna Solomon, tiratrice a segno eritrea
- 1º gennaio - Issiaga Sylla, calciatore guineano
- 1º gennaio - Yonas Tsighe, mezzofondista eritreo
- 1º gennaio - Daiquan Walker, ex cestista statunitense
- 2 gennaio - Nils Allègre, sciatore alpino francese
- 2 gennaio - Marco Bernardi, calciatore sammarinese
- 2 gennaio - Lisa Blomqvist, ex sciatrice alpina svedese
- 2 gennaio - Ronald Darby, giocatore di football americano statunitense
- 2 gennaio - Valentina Giacinti, calciatrice italiana
- 2 gennaio - Hiroto Goya, calciatore giapponese
- 2 gennaio - Szilveszter Hangya, calciatore ungherese
- 2 gennaio - Gérald Kilota, calciatore francese
- 2 gennaio - Angela Lowak, pallavolista statunitense
- 2 gennaio - Adam Masina, calciatore marocchino
- 2 gennaio - Gonzalo Melero, calciatore spagnolo
- 2 gennaio - Nemanja Nenadić, cestista serbo
- 2 gennaio - Dany Priso, rugbista a 15 francese
- 2 gennaio - Joaquim Salarich, sciatore alpino spagnolo
- 2 gennaio - Faustin Senghor, calciatore senegalese
- 2 gennaio - Žiga Štern, pallavolista sloveno
- 3 gennaio - Frankie Adams, attrice neozelandese
- 3 gennaio - Stine Ballisager Pedersen, calciatrice danese
- 3 gennaio - Lukas Balmelli, ex hockeista su ghiaccio svizzero
- 3 gennaio - Danny Bejarano, calciatore boliviano
- 3 gennaio - Omar Bugiel, calciatore tedesco
- 3 gennaio - Beka Burjanadze, cestista georgiano
- 3 gennaio - Chen Guiming, sollevatrice cinese
- 3 gennaio - Alexander Corryn, calciatore belga
- 3 gennaio - Modou Diagne, calciatore senegalese
- 3 gennaio - Malin Diaz Pettersson, calciatrice svedese
- 3 gennaio - Seiminlen Doungel, calciatore indiano
- 3 gennaio - Cristian Dájome, calciatore colombiano
- 3 gennaio - Michaël Heylen, calciatore belga
- 3 gennaio - James Husband, calciatore inglese
- 3 gennaio - Giulia Luzi, cantante, attrice e doppiatrice italiana
- 3 gennaio - Katri Lylynperä, fondista finlandese
- 3 gennaio - Juan Mascia, ex calciatore uruguaiano
- 3 gennaio - Renan Michelucci, pallavolista brasiliano
- 3 gennaio - Farhat Musabekov, calciatore kirghiso
- 3 gennaio - Yusupha Njie, calciatore gambiano
- 3 gennaio - Simon Pettersson, discobolo svedese
- 3 gennaio - Isaquias Queiroz, canoista brasiliano
- 3 gennaio - Spyros Risvanīs, calciatore greco
- 3 gennaio - Cássio Scheid, calciatore brasiliano
- 3 gennaio - Justin Sears, ex cestista statunitense
- 3 gennaio - Dunja Zdouc, biatleta austriaca
- 3 gennaio - Guðmunda Brynja Óladóttir, calciatrice islandese
- 4 gennaio - Zoe Aggeliki, attrice e modella svedese
- 4 gennaio - Salaah Al-Yahyaei, calciatore omanita
- 4 gennaio - Mihajlo Andrić, cestista serbo
- 4 gennaio - Nikola Antić, calciatore serbo
- 4 gennaio - Benjamin Asamoah, calciatore ghanese
- 4 gennaio - Viktor Axelsen, giocatore di badminton danese
- 4 gennaio - Patrik Brandner, calciatore ceco
- 4 gennaio - Liam Broady, tennista britannico
- 4 gennaio - Giovani Casillas, ex calciatore messicano
- 4 gennaio - Louis Croenen, ex nuotatore belga
- 4 gennaio - Thomas Dähne, calciatore tedesco
- 4 gennaio - Derrick Henry, giocatore di football americano statunitense
- 4 gennaio - Samat Jarınbetov, calciatore kazako
- 4 gennaio - Panuel Mkungo, mezzofondista keniota
- 4 gennaio - Morris Munene, maratoneta e mezzofondista keniota
- 4 gennaio - Matías Rodrigo Pérez, calciatore paraguaiano
- 4 gennaio - Luka Stojanović, calciatore serbo
- 4 gennaio - Miles Storey, calciatore inglese
- 4 gennaio - Tim Waker, ex calciatore svedese
- 4 gennaio - Aly Yirango, calciatore maliano
- 5 gennaio - Bachana Arabuli, calciatore georgiano
- 5 gennaio - Claudiu Bumba, calciatore rumeno
- 5 gennaio - Christopher Dilo, calciatore francese
- 5 gennaio - Zemgus Girgensons, hockeista su ghiaccio lettone
- 5 gennaio - Austin James, attore statunitense
- 5 gennaio - Jonquel Jones, cestista bahamense
- 5 gennaio - Jong Kwang-sok, calciatore nordcoreano
- 5 gennaio - Ana Sofía Jusino, pallavolista portoricana
- 5 gennaio - Abdoulaye Keita, calciatore maliano
- 5 gennaio - Dominik Kovačić, calciatore croato
- 5 gennaio - Yoandys Lescay, velocista cubano
- 5 gennaio - Kamil' Mullin, calciatore russo
- 5 gennaio - Aleksandr Aleksandrovič Predke, scacchista russo
- 5 gennaio - Szymon Rekita, ex ciclista su strada polacco
- 5 gennaio - Jordan Roberts, calciatore inglese
- 5 gennaio - Fabián Rohena, pallavolista portoricano
- 5 gennaio - Gustavo Scarpa, calciatore brasiliano
- 5 gennaio - Max-Gordon Sundquist, ex sciatore alpino svedese
- 5 gennaio - Vincent Taylor, giocatore di football americano statunitense
- 5 gennaio - Robert Upshaw, cestista statunitense
- 5 gennaio - Brandon Vincent, ex calciatore statunitense
- 6 gennaio - Tomaž Bolčina, ex cestista sloveno
- 6 gennaio - Caroline Boujard, rugbista a 15 francese
- 6 gennaio - Pierre Bourdin, calciatore francese
- 6 gennaio - Eddie Goldman, giocatore di football americano statunitense
- 6 gennaio - Catriona Gray, modella filippina
- 6 gennaio - Nikola Jovanović, cestista serbo
- 6 gennaio - Vladislav Kovalëv, scacchista bielorusso
- 6 gennaio - Jay B, cantante, cantautore e attore sudcoreano
- 6 gennaio - Carrington Love, ex cestista statunitense
- 6 gennaio - Marko Marinković, calciatore serbo
- 6 gennaio - Giorgi Pantsulaia, calciatore georgiano
- 6 gennaio - Margaux Pinot, judoka francese
- 6 gennaio - Kirsty Smith, calciatrice scozzese
- 6 gennaio - Denis Suárez, calciatore spagnolo
- 6 gennaio - Szpaku, rapper polacco
- 6 gennaio - Salih Uçan, calciatore turco
- 6 gennaio - Leonard Williams, giocatore di football americano statunitense
- 6 gennaio - Jameis Winston, giocatore di football americano statunitense
- 7 gennaio - Tom Barras, canottiere britannico
- 7 gennaio - Canyon Barry, cestista statunitense
- 7 gennaio - Egzon Bejtulai, calciatore macedone
- 7 gennaio - Dale Carrick, calciatore scozzese
- 7 gennaio - José Ángel Carrillo, calciatore spagnolo
- 7 gennaio - Charles Cooke, cestista statunitense
- 7 gennaio - Thibault Corbaz, calciatore svizzero
- 7 gennaio - Pablo Sebastián Cuevas, calciatore argentino
- 7 gennaio - Dāvis Ikaunieks, calciatore lettone
- 7 gennaio - Eugenio Isnaldo, calciatore argentino
- 7 gennaio - Arjun Kadhe, tennista indiano
- 7 gennaio - Lee Sun-bin, attrice sudcoreana
- 7 gennaio - Nadine Leopold, supermodella austriaca
- 7 gennaio - Patricio Matricardi, calciatore argentino
- 7 gennaio - Leonel Miranda, calciatore argentino
- 7 gennaio - Eric Murray, giocatore di football americano statunitense
- 7 gennaio - Erik Næsbak Brenden, calciatore norvegese
- 7 gennaio - Oleksandr Pjelješenko, sollevatore ucraino († 2024)
- 7 gennaio - Dairon Pérez, ex calciatore cubano
- 7 gennaio - Jarnell Stokes, ex cestista statunitense
- 7 gennaio - Laura Švilpaitė, ginnasta lituana
- 7 gennaio - Khaly Thiam, calciatore senegalese
- 8 gennaio - Ade Azeez, calciatore inglese
- 8 gennaio - Riza Durmisi, calciatore danese
- 8 gennaio - Robert Glatzel, calciatore tedesco
- 8 gennaio - Seigō Kobayashi, calciatore giapponese
- 8 gennaio - Vladyslav Korenjuk, cestista ucraino
- 8 gennaio - Christian Luyindama, calciatore congolese (Repubblica Democratica del Congo)
- 8 gennaio - Cephas Malele, calciatore svizzero
- 8 gennaio - Glenn Robinson, cestista statunitense
- 8 gennaio - So Kyong-jin, calciatore nordcoreano
- 8 gennaio - Noah Spence, giocatore di football americano statunitense
- 8 gennaio - Melker Svärd Jacobsson, astista svedese
- 8 gennaio - Brandon Taylor, cestista statunitense
- 8 gennaio - Patrycja Wyciszkiewicz, velocista polacca
- 9 gennaio - Ademilson, calciatore brasiliano
- 9 gennaio - Ikrom Aliboyev, calciatore uzbeko
- 9 gennaio - Mislav Brzoja, cestista croato
- 9 gennaio - Paweł Cibicki, calciatore svedese
- 9 gennaio - Octavio Colo, calciatore uruguaiano
- 9 gennaio - Ramiro Cáseres, calciatore argentino
- 9 gennaio - Radek Faksa, hockeista su ghiaccio ceco
- 9 gennaio - Hans Hateboer, calciatore olandese
- 9 gennaio - Nik Kapun, calciatore sloveno
- 9 gennaio - Blake Martinez, giocatore di football americano statunitense
- 9 gennaio - Jake Packard, nuotatore australiano
- 9 gennaio - Philipp Posch, calciatore austriaco
- 9 gennaio - Gaëtan Robail, calciatore francese
- 9 gennaio - Stefan Savić, calciatore austriaco
- 9 gennaio - Maximilian Schachmann, ciclista su strada tedesco
- 9 gennaio - Josh Windass, calciatore inglese
- 9 gennaio - Mustapha Yahaya, calciatore ghanese
- 9 gennaio - Lukáš Zima, calciatore ceco
- 10 gennaio - Mariano Almandoz, ex calciatore argentino
- 10 gennaio - Mohammed Aman, mezzofondista etiope
- 10 gennaio - Maddie Bowman, ex sciatrice freestyle statunitense
- 10 gennaio - Austin Calitro, giocatore di football americano statunitense
- 10 gennaio - Reiner Castro, calciatore venezuelano
- 10 gennaio - Landon Collins, giocatore di football americano statunitense
- 10 gennaio - Lasha Gobadze, lottatore georgiano
- 10 gennaio - Vitalij Hemeha, calciatore ucraino
- 10 gennaio - Faith Kipyegon, mezzofondista keniota
- 10 gennaio - Artëm Klimenko, cestista russo
- 10 gennaio - Martin Kreuzriegler, calciatore austriaco
- 10 gennaio - OG Buda, rapper russo
- 10 gennaio - Ariel Martínez, calciatore cileno
- 10 gennaio - Jonas Omlin, calciatore svizzero
- 10 gennaio - Ohi Omoijuanfo, calciatore norvegese
- 10 gennaio - Tim Payne, calciatore neozelandese
- 10 gennaio - John Jairo Ruiz, calciatore costaricano
- 10 gennaio - Petra Senánszky, nuotatrice ungherese
- 10 gennaio - Danilo Siqueira, cestista brasiliano
- 10 gennaio - Aleksej Sutormin, calciatore russo
- 11 gennaio - Sassá, calciatore brasiliano
- 11 gennaio - Pau Bargalló, hockeista su pista spagnolo
- 11 gennaio - Marc Ferré, calciatore andorrano
- 11 gennaio - David Gil, calciatore spagnolo
- 11 gennaio - Emmanuel Gyasi, calciatore ghanese
- 11 gennaio - Guillaume Hubert, calciatore belga
- 11 gennaio - Matt Ioannidis, giocatore di football americano statunitense
- 11 gennaio - Dmytro Ivanisenja, calciatore ucraino
- 11 gennaio - Willian Klaus, calciatore brasiliano
- 11 gennaio - Desirae Krawczyk, tennista statunitense
- 11 gennaio - Bones, rapper, cantante e compositore statunitense
- 11 gennaio - Pejman Poshtam, lottatore iraniano
- 11 gennaio - Gelena Topilina, sincronetta russa
- 11 gennaio - Valerio Verre, calciatore italiano
- 11 gennaio - Alireza Zamani, aracnologo iraniano
- 12 gennaio - Giordana Angi, cantautrice e produttrice discografica italiana
- 12 gennaio - Albion Avdijaj, calciatore svizzero
- 12 gennaio - Erik Baška, ex ciclista su strada slovacco
- 12 gennaio - Mateusz Bernatek, lottatore polacco
- 12 gennaio - Lucas Búa, velocista spagnolo
- 12 gennaio - Emre Can, calciatore tedesco
- 12 gennaio - Hélder Costa, calciatore angolano
- 12 gennaio - Paolo Di Girolamo, canottiere italiano
- 12 gennaio - Curtis Edwards, calciatore inglese
- 12 gennaio - Gábor Eperjesi, calciatore ungherese
- 12 gennaio - Giancarlo Gallifuoco, calciatore australiano
- 12 gennaio - Cristian Higuita, calciatore colombiano
- 12 gennaio - Mitchell Krueger, tennista statunitense
- 12 gennaio - Jonas Levänen, ex calciatore finlandese
- 12 gennaio - Abbosbek Mahstaliyev, calciatore uzbeko
- 12 gennaio - Erik Persson, nuotatore svedese
- 12 gennaio - Alvin Reels jr, giocatore di football americano statunitense
- 12 gennaio - Chester Rogers, giocatore di football americano statunitense
- 12 gennaio - Fabian Schnellhardt, calciatore tedesco
- 12 gennaio - Artëm Timofeev, calciatore russo
- 13 gennaio - Anass Achahbar, calciatore olandese
- 13 gennaio - Oleksandr Azac'kyj, calciatore ucraino
- 13 gennaio - Nate Britt, ex cestista e allenatore di pallacanestro statunitense
- 13 gennaio - Nik'a K'ach'arava, calciatore georgiano
- 13 gennaio - Tom Lawrence, calciatore gallese
- 13 gennaio - Monica Lestini, pallavolista italiana
- 13 gennaio - Fabián Manzano, calciatore cileno
- 13 gennaio - Vasilije Micić, cestista serbo
- 13 gennaio - Lucy Moss, regista teatrale, compositrice e librettista britannica
- 13 gennaio - Matej Mršić, calciatore croato
- 13 gennaio - Yūma Nakayama, attore e cantante giapponese
- 13 gennaio - Marcelo Ortiz, calciatore argentino
- 13 gennaio - Marianna Ricciardi, medico e politica italiana
- 13 gennaio - Jereem Richards, velocista trinidadiano
- 13 gennaio - Song Ju-hun, calciatore sudcoreano
- 13 gennaio - Richárd Szatlmayer, giocatore di football americano ungherese
- 13 gennaio - Adam Woodbury, ex cestista statunitense
- 13 gennaio - Dmitrij Čistjakov, calciatore russo
- 14 gennaio - Rodrigo Abascal, calciatore uruguaiano
- 14 gennaio - Ruan Renato Bonifácio Augusto, calciatore brasiliano
- 14 gennaio - Benjamin Bourigeaud, calciatore francese
- 14 gennaio - Eric Curbelo, calciatore spagnolo
- 14 gennaio - Semën Dmitriev, pallavolista russo
- 14 gennaio - Dricus Du Plessis, artista marziale misto sudafricano
- 14 gennaio - Muktar Edris, mezzofondista etiope
- 14 gennaio - Lotte Flack, attrice tedesca
- 14 gennaio - Thomas Hettegger, ex sciatore alpino austriaco
- 14 gennaio - Nathan Kabasele, ex calciatore belga
- 14 gennaio - Kai, ballerino, cantante e modello sudcoreano
- 14 gennaio - Denis Kolinger, calciatore croato
- 14 gennaio - Beatrix Larger, hockeista su ghiaccio italiana
- 14 gennaio - Tanja Larger, hockeista su ghiaccio italiana
- 14 gennaio - Sebastián Rincón, calciatore colombiano
- 14 gennaio - Sarah Schmid, pallavolista statunitense
- 14 gennaio - Farley Vieira Rosa, calciatore brasiliano
- 14 gennaio - Vivien Wulf, attrice tedesca
- 15 gennaio - Rafidine Abdullah, calciatore francese
- 15 gennaio - Chen Meng, tennistavolista cinese
- 15 gennaio - Jordy Croux, calciatore belga
- 15 gennaio - Mathías Cubero, calciatore uruguaiano
- 15 gennaio - Eric Dier, calciatore inglese
- 15 gennaio - Julio Donisa, calciatore francese
- 15 gennaio - Sinan Gümüş, calciatore tedesco
- 15 gennaio - Monika Jagaciak, supermodella polacca
- 15 gennaio - Alika Keene, calciatrice giamaicana
- 15 gennaio - Omar Kharbin, calciatore siriano
- 15 gennaio - George King, cestista statunitense
- 15 gennaio - Noël Ott, giocatore di beach soccer svizzero
- 15 gennaio - Filip Pavišić, ex calciatore serbo
- 15 gennaio - Aleks Pihler, calciatore sloveno
- 15 gennaio - Erick Pulgar, calciatore cileno
- 15 gennaio - Michael Schloesser, arciere olandese
- 15 gennaio - Ashley Sutton, pilota automobilistico britannico
- 15 gennaio - Thạch Kim Tuấn, sollevatore vietnamita
- 15 gennaio - Myke Towers, rapper portoricano
- 15 gennaio - Sergey Vardazaryan, taekwondoka armeno
- 16 gennaio - Adrià Català, hockeista su pista spagnolo
- 16 gennaio - Dwight Coleby, cestista bahamense
- 16 gennaio - Maximiliano Comba, calciatore argentino
- 16 gennaio - Jorge Graví, calciatore uruguaiano
- 16 gennaio - Dániel Kovács, calciatore ungherese
- 16 gennaio - Mikko Lehtonen, hockeista su ghiaccio finlandese
- 16 gennaio - Ilaria Raimondi, nuotatrice italiana
- 16 gennaio - Rosina Schneeberger, ex sciatrice alpina austriaca
- 16 gennaio - Craig Sword, cestista statunitense
- 16 gennaio - Tonje Healey Trulsrud, ex sciatrice alpina norvegese
- 16 gennaio - Tereza Vyoralová, cestista ceca
- 17 gennaio - Pascal Ackermann, ciclista su strada tedesco
- 17 gennaio - Arnold Allen, artista marziale misto britannico
- 17 gennaio - Musa Araz, calciatore svizzero
- 17 gennaio - Ana-Marija Begić, cestista croata
- 17 gennaio - Alessia Berra, nuotatrice italiana
- 17 gennaio - Emmanuel Boateng, calciatore ghanese
- 17 gennaio - Tom Bohli, ex ciclista su strada e ex pistard svizzero
- 17 gennaio - Lucy Boynton, attrice britannica
- 17 gennaio - Quentin Cornette, calciatore francese
- 17 gennaio - Valerie Demey, ciclista su strada belga
- 17 gennaio - Francisco Javier Flores, ex calciatore messicano
- 17 gennaio - Julija Gladkova, cestista russa
- 17 gennaio - Kristoffer Haraldseid, ex calciatore norvegese
- 17 gennaio - Dino Islamović, calciatore svedese
- 17 gennaio - Aerial Powers, cestista statunitense
- 17 gennaio - Lavdrim Skenderi, calciatore macedone
- 17 gennaio - Stina Troest, ostacolista danese
- 17 gennaio - John Ursua, giocatore di football americano statunitense
- 17 gennaio - Haruna Garba, ex calciatore nigeriano
- 18 gennaio - Geronimo Allison, giocatore di football americano statunitense
- 18 gennaio - Mathias Bourgue, tennista francese
- 18 gennaio - Tim Chow, calciatore taiwanese
- 18 gennaio - Katie Combaluzier, sciatrice alpina canadese
- 18 gennaio - Daniel Follonier, calciatore svizzero
- 18 gennaio - Max Fried, giocatore di baseball statunitense
- 18 gennaio - Minzy, rapper e ballerina sudcoreana
- 18 gennaio - Johan Grebongo, cestista centrafricano
- 18 gennaio - Kruno Ivančić, ex calciatore croato
- 18 gennaio - Kang Ji-young, cantante e attrice sudcoreana
- 18 gennaio - Vasileios Karagkounīs, calciatore greco
- 18 gennaio - Ilona Kramen', ex tennista bielorussa
- 18 gennaio - Il'jas Kurkaev, pallavolista russo
- 18 gennaio - Jannik Müller, calciatore tedesco
- 18 gennaio - Ēriks Punculs, calciatore lettone
- 18 gennaio - Fabio Rovazzi, cantautore, youtuber e personaggio televisivo italiano
- 18 gennaio - Miles Scotson, ciclista su strada e pistard australiano
- 18 gennaio - Sam Strike, attore britannico
- 18 gennaio - Shin'ya Yajima, calciatore giapponese
- 19 gennaio - Moutari Amadou, calciatore nigerino
- 19 gennaio - Adrián Balboa, calciatore uruguaiano
- 19 gennaio - Hunter Doohan, attore statunitense
- 19 gennaio - Josh Dylan, attore britannico
- 19 gennaio - Dejan Georgijević, calciatore serbo
- 19 gennaio - Matthias Ginter, calciatore tedesco
- 19 gennaio - Cédric Hountondji, calciatore francese
- 19 gennaio - Adrien Hunou, calciatore francese
- 19 gennaio - Roman Kerschbaum, calciatore austriaco
- 19 gennaio - Parīs Maragkos, cestista greco
- 19 gennaio - Alfie Mawson, ex calciatore inglese
- 19 gennaio - Aristote N'Dongala, calciatore congolese (Repubblica Democratica del Congo)
- 19 gennaio - Marvelous Nakamba, calciatore zimbabwese
- 19 gennaio - Erika Seyama, altista swati
- 19 gennaio - Guillermo Soto, calciatore cileno
- 19 gennaio - Jonny Uchuari, calciatore ecuadoriano
- 20 gennaio - Ignacio Bailone, calciatore argentino
- 20 gennaio - Glelany Cavalcante, modella italiana
- 20 gennaio - Matt Crooks, calciatore inglese
- 20 gennaio - Behafarid Ghafarian, attrice iraniana
- 20 gennaio - Verena Hanshaw, calciatrice austriaca
- 20 gennaio - Eli Harold, giocatore di football americano statunitense
- 20 gennaio - A.J. Hess, cestista statunitense
- 20 gennaio - Pablo Íñiguez, calciatore spagnolo
- 20 gennaio - Lazarous Kambole, calciatore zambiano
- 20 gennaio - Sean Kavanagh, calciatore irlandese
- 20 gennaio - Lee Chang-min, calciatore sudcoreano
- 20 gennaio - Simona Necidová, calciatrice ceca
- 20 gennaio - Lucas Piazon, calciatore brasiliano
- 20 gennaio - Ali Qasim, calciatore iracheno
- 20 gennaio - Michael Qualls, cestista statunitense
- 20 gennaio - Wendell Smallwood, giocatore di football americano statunitense
- 20 gennaio - Tenille Townes, cantautrice canadese
- 20 gennaio - Wang Zhelin, cestista cinese
- 21 gennaio - Amin Affane, ex calciatore svedese
- 21 gennaio - Igor' Byčkov, pallanuotista bielorusso
- 21 gennaio - Jake Cronenworth, giocatore di baseball statunitense
- 21 gennaio - Keefer Joyce, bobbista e ex velocista canadese
- 21 gennaio - Kang Seung-yoon, cantante, cantautore e compositore sudcoreano
- 21 gennaio - Kaxe, calciatore spagnolo
- 21 gennaio - Marny Kennedy, attrice australiana
- 21 gennaio - Kim Sei-young, golfista sudcoreana
- 21 gennaio - Toni Kuusela, giavellottista finlandese
- 21 gennaio - Kwon Chung-hyok, calciatore nordcoreano
- 21 gennaio - Fredrik Landén, allenatore di calcio e ex calciatore svedese
- 21 gennaio - Reinildo Mandava, calciatore mozambicano
- 21 gennaio - Addison McDowell, politico statunitense
- 21 gennaio - Linda Nyman, calciatrice finlandese
- 21 gennaio - Zsanett Németh, lottatrice ungherese
- 21 gennaio - Simone Pasa, calciatore italiano
- 21 gennaio - Laura Robson, opinionista e ex tennista britannica
- 21 gennaio - Katarzyna Rusin, ex snowboarder polacca
- 21 gennaio - Booboo Stewart, attore e cantante statunitense
- 21 gennaio - Azamat Tuskaev, lottatore russo
- 21 gennaio - Zhang Wanqiong, sollevatrice cinese
- 22 gennaio - Martin Angha, calciatore svizzero
- 22 gennaio - Hendrik Bonmann, calciatore tedesco
- 22 gennaio - Filipe Chaby, calciatore portoghese
- 22 gennaio - Hüseyin Doğan, calciatore olandese
- 22 gennaio - Benjamin Hjertstrand, calciatore svedese
- 22 gennaio - Vladlen Jurčenko, calciatore ucraino
- 22 gennaio - Antonín Křapka, calciatore ceco
- 22 gennaio - Fabrice Ngoma, calciatore congolese (Repubblica Democratica del Congo)
- 22 gennaio - Jefferson Nogueira Júnior, calciatore brasiliano
- 22 gennaio - Darius Philon, giocatore di football americano statunitense
- 22 gennaio - Reynaldo Pérez, calciatore cubano
- 22 gennaio - Iván Silva, calciatore argentino
- 22 gennaio - Cassandra Strickland, pallavolista statunitense
- 23 gennaio - Tony Ann, pianista e compositore canadese
- 23 gennaio - Choi Kyu-baek, calciatore sudcoreano
- 23 gennaio - Jabril Durham, cestista statunitense
- 23 gennaio - Alex Grant, calciatore inglese
- 23 gennaio - Wesley Jobello, calciatore francese
- 23 gennaio - Josh Keyes, giocatore di football americano statunitense
- 23 gennaio - Merhawi Kudus, ciclista su strada eritreo
- 23 gennaio - Andréa Lardez, calciatrice francese
- 23 gennaio - Yekaterina Larionova, lottatrice kazaka
- 23 gennaio - Kadri Moendadze, cestista francese
- 23 gennaio - Ahmed Sariweh, calciatore giordano
- 23 gennaio - Serhij Pet'ko, calciatore ucraino
- 23 gennaio - Isabela Ramona Lyra Macedo, cestista brasiliana
- 23 gennaio - Addison Russell, giocatore di baseball statunitense
- 23 gennaio - Chan Vathanaka, calciatore cambogiano
- 23 gennaio - Vera Blue, cantautrice australiana
- 23 gennaio - Jan Świtkowski, nuotatore polacco
- 24 gennaio - Juan Pablo Añor, calciatore venezuelano
- 24 gennaio - Dmitrij Bogaev, ex calciatore russo
- 24 gennaio - Leonte Carroo, giocatore di football americano statunitense
- 24 gennaio - Daniel Corrêa Freitas, calciatore brasiliano († 2018)
- 24 gennaio - Martina Criscio, schermitrice italiana
- 24 gennaio - Tommie Hoban, ex calciatore irlandese
- 24 gennaio - Luis Hurtado, ex calciatore colombiano
- 24 gennaio - Malik Müller, ex cestista tedesco
- 24 gennaio - Gabriel Núñez, ex calciatore salvadoregno
- 24 gennaio - Davide Pellegrino, pallavolista italiano
- 24 gennaio - Leandro Pinto, calciatore brasiliano
- 24 gennaio - Romario Rakotoarisoa, calciatore malgascio
- 24 gennaio - Alethea Sedgman, tiratrice a segno australiana
- 24 gennaio - Daniel-André Tande, saltatore con gli sci norvegese
- 24 gennaio - James Woodard, cestista statunitense
- 24 gennaio - Patricio Álvarez, calciatore peruviano
- 25 gennaio - Ai Shishime, judoka giapponese
- 25 gennaio - Rainui Aroita, calciatore francese
- 25 gennaio - Alan Benítez, calciatore paraguaiano
- 25 gennaio - Perrin Buford, cestista statunitense
- 25 gennaio - Mario Edwards Jr., giocatore di football americano statunitense
- 25 gennaio - Fabrice Fokobo, ex calciatore camerunese
- 25 gennaio - Ali Hazem, judoka egiziano
- 25 gennaio - Rayshawn Jenkins, giocatore di football americano statunitense
- 25 gennaio - Karlee Grey, attrice pornografica statunitense
- 25 gennaio - Richard Mbulu, calciatore malawiano
- 25 gennaio - Mickaël Meira, calciatore francese
- 25 gennaio - Willow Nightingale, wrestler statunitense
- 25 gennaio - Gerald Nutz, calciatore austriaco
- 25 gennaio - Marcos Pinto, calciatore argentino
- 25 gennaio - Paulina Prieto, pallavolista portoricana
- 25 gennaio - Alexandra Reid, pallavolista statunitense
- 25 gennaio - Ross Murdoch, nuotatore britannico
- 25 gennaio - Shao Jieni, tennistavolista cinese
- 25 gennaio - Zoey Stark, wrestler statunitense
- 25 gennaio - Salimo Sylla, calciatore francese
- 25 gennaio - Luciano Sánchez, calciatore argentino
- 25 gennaio - Barnabás Varga, calciatore ungherese
- 25 gennaio - Robin Yalçın, calciatore tedesco
- 25 gennaio - Il'ja Zuev, calciatore russo
- 26 gennaio - Omar Midani, calciatore siriano
- 26 gennaio - Stephanie Catley, calciatrice australiana
- 26 gennaio - Kenyan Drake, ex giocatore di football americano statunitense
- 26 gennaio - Ellinoora, cantante finlandese
- 26 gennaio - Kilian Frankiny, ex ciclista su strada svizzero
- 26 gennaio - Tatiána Goúsin, altista greca
- 26 gennaio - Montrezl Harrell, cestista statunitense
- 26 gennaio - Salim Khelifi, calciatore svizzero
- 26 gennaio - Michail Merkulov, ex calciatore russo
- 26 gennaio - Dmytro Myšn'ov, calciatore ucraino
- 26 gennaio - Hazel Ortiz, pallavolista portoricana
- 26 gennaio - Leonardo Povea, calciatore cileno
- 26 gennaio - Joseph Quinn, attore britannico
- 26 gennaio - Kendrick Ray, cestista statunitense
- 27 gennaio - Daniel Brunskill, giocatore di football americano statunitense
- 27 gennaio - Fernando González, calciatore messicano
- 27 gennaio - Kaza Kajami-Keane, cestista canadese
- 27 gennaio - Rani Khedira, calciatore tedesco
- 27 gennaio - Alex Riberas, pilota automobilistico spagnolo
- 27 gennaio - Georgina Rodríguez, modella argentina
- 27 gennaio - Shane Ryan, nuotatore statunitense
- 27 gennaio - Jack Stephens, calciatore inglese
- 27 gennaio - Adin Vrabac, cestista bosniaco
- 27 gennaio - Kristoffer Zachariassen, calciatore norvegese
- 27 gennaio - Mikayıl Əliyev, ex taekwondoka azero
- 28 gennaio - Allan Alaalatoa, rugbista a 15 australiano
- 28 gennaio - Haris Belkebla, calciatore algerino
- 28 gennaio - Joel Bolomboy, cestista ucraino
- 28 gennaio - Alessandro Celli, calciatore italiano
- 28 gennaio - Santiago Charamoni, ex calciatore uruguaiano
- 28 gennaio - Ibrahima Cissé, calciatore belga
- 28 gennaio - Dorian Coninx, triatleta francese
- 28 gennaio - Donte Deayon, giocatore di football americano statunitense
- 28 gennaio - Leonel Di Plácido, calciatore argentino
- 28 gennaio - Kenny Gaines, ex cestista statunitense
- 28 gennaio - Luciano, rapper tedesco
- 28 gennaio - Ema Horvath, attrice statunitense
- 28 gennaio - Sebestyén Ihrig-Farkas, calciatore ungherese
- 28 gennaio - Urs Kryenbühl, ex sciatore alpino svizzero
- 28 gennaio - Maluma, cantautore, personaggio televisivo e attore colombiano
- 28 gennaio - Geirton Marques Aires, calciatore brasiliano
- 28 gennaio - Suela Mëhilli, sciatrice alpina italiana
- 28 gennaio - Uroš Nenadović, calciatore serbo
- 28 gennaio - Sidney de Freitas Pages, calciatore brasiliano
- 28 gennaio - Pol Roigé, calciatore spagnolo
- 28 gennaio - Junior Sornoza, calciatore ecuadoriano
- 28 gennaio - Kaspars Svārups, calciatore lettone
- 28 gennaio - Elisabetta Tassinari, cestista italiana
- 28 gennaio - Zhu Lin, tennista cinese
- 28 gennaio - Jan Švandrlík, cestista ceco
- 29 gennaio - Anton Astapkovič, cestista bielorusso
- 29 gennaio - Volodymyr Barilko, ex calciatore ucraino
- 29 gennaio - Petar Brlek, calciatore croato
- 29 gennaio - Antoine Conte, calciatore francese
- 29 gennaio - Andrés Correa, calciatore colombiano
- 29 gennaio - Ka'imi Fairbairn, giocatore di football americano statunitense
- 29 gennaio - Emelia Gorecka, mezzofondista britannica
- 29 gennaio - Lucas Hufnagel, ex calciatore tedesco
- 29 gennaio - Kim So-hui, taekwondoka sudcoreana
- 29 gennaio - Andranik Kocharyan, calciatore armeno
- 29 gennaio - Elisa Molinarolo, astista italiana
- 29 gennaio - Phillipp Mwene, calciatore austriaco
- 29 gennaio - Anderson Ordóñez, calciatore ecuadoriano
- 29 gennaio - Ayane Sakura, doppiatrice giapponese
- 29 gennaio - Vukan Savićević, calciatore serbo
- 29 gennaio - Lukáš Stratil, calciatore ceco
- 29 gennaio - Rodman Teltull, ex velocista palauano
- 30 gennaio - Danny Amankwaa, ex calciatore danese
- 30 gennaio - Werenoi, rapper francese († 2025)
- 30 gennaio - Matej Horvat, giocatore di calcio a 5 croato
- 30 gennaio - Adrienne Jordan, calciatrice statunitense
- 30 gennaio - Pedro Monteiro, calciatore portoghese
- 30 gennaio - Filip Peliwo, tennista polacco
- 30 gennaio - Carlos Peralta Gallego, nuotatore spagnolo
- 30 gennaio - Carlos Rosario, calciatore portoricano
- 30 gennaio - Sávio Valadares, giocatore di calcio a 5 brasiliano
- 30 gennaio - Diego Valdés, calciatore cileno
- 31 gennaio - Robin Amaize, cestista tedesco
- 31 gennaio - Milovan Amović, giocatore di football americano serbo
- 31 gennaio - Dino Beširović, calciatore bosniaco
- 31 gennaio - Deonte Burton, cestista statunitense
- 31 gennaio - Vitalik Buterin, programmatore russo
- 31 gennaio - Samuel Eduok, calciatore nigeriano
- 31 gennaio - Dominik Kohr, calciatore tedesco
- 31 gennaio - Dimităr Krăstanov, pentatleta bulgaro
- 31 gennaio - Alex Lawson, tennista e allenatore di tennis statunitense
- 31 gennaio - Silke Lippok, ex nuotatrice tedesca
- 31 gennaio - Andreas Malin, calciatore austriaco
- 31 gennaio - Ilija Martinović, calciatore montenegrino
- 31 gennaio - Jameel Warney, cestista statunitense
- 31 gennaio - Kenneth Zohore, calciatore danese